# Czarna Staszowska

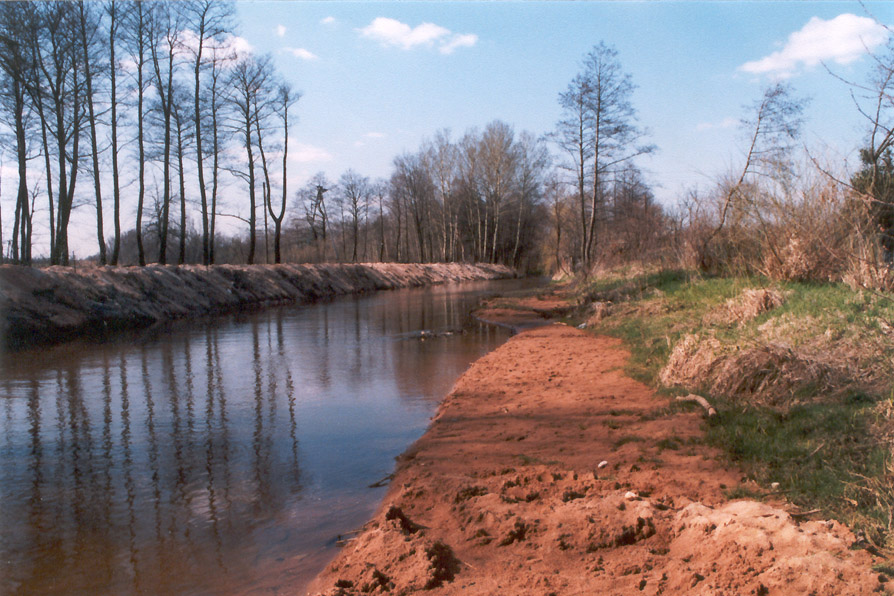
De Czarna

De Czarna Staszowska is een zijrivier van de Wisla in de woiwodschap Święty Krzyż in Polen.